# Pezzo (Ponte di Legno)
Pezzo (Pés in dialetto camuno) è una frazione del comune di Ponte di Legno, in alta Val Camonica, in provincia di Brescia.

## Geografia fisica

### Territorio
Il paese, situato sulle pendici della cima Graole, è posto ad una altezza di 1565 m s.l.m..
Sovrastando la valle del Frigidolfo è posto in una zona panoramica ove si possono osservare le frazioni Precasaglio, Zoanno ed il capoluogo.

### Toponomastica
Le contrade ad oggi identificabili sono quattro:
- "Princìul";
- "Plùni";
- "Pès de là";
- "Plàs";

Mentre anticamente ne esistevano delle altre, vale la pena ricordare:
- " 'N tra li cà "
- "I Ulìf"
- "I Vècc"

## Storia
Il 16 ottobre 1944 nella Valle di Viso furono fucilati cinque civili e un partigiano da parte dei soldati tedeschi. Fu la più grande fucilazione, operata nei confronti di civili, durante la lotta di liberazione altocamuna.

## Monumenti e luoghi d'interesse

### Architetture religiose
Le chiese di Pezzo sono:

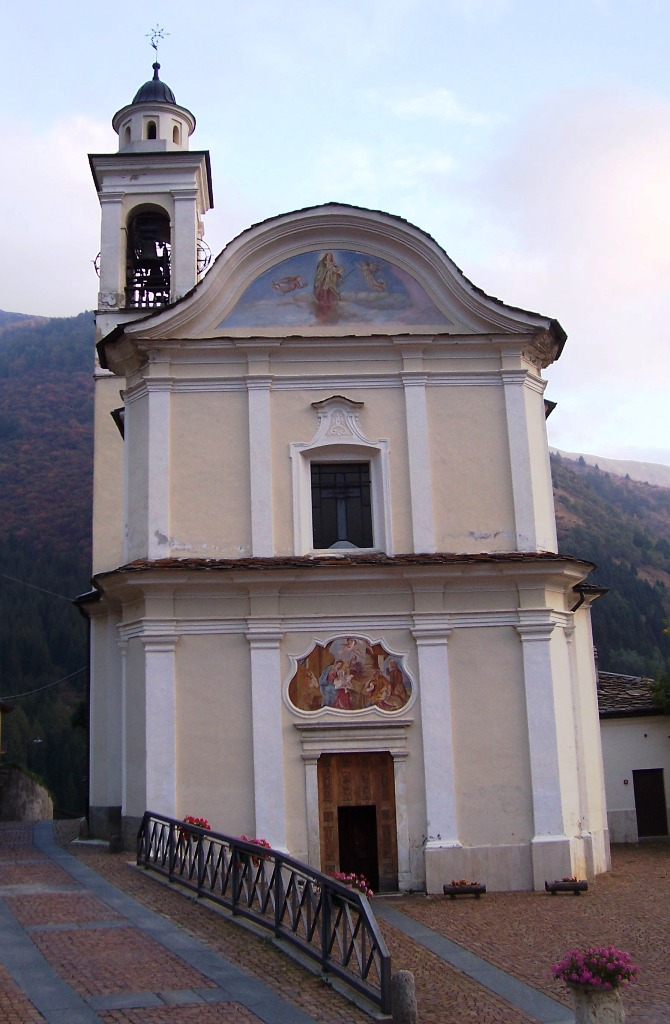
La chiesa di Santa Lucia

- Parrocchiale di S.Lucia, seicentesca, con portale in marmo di Vezza, con affreschi del Corbellini.
- Chiesa di Sant'Apollonio, situata a Planpezzo, risale all'XI-XII secolo, una delle più antiche della Val Camonica.
- Chiesetta di Viso ricordo ai caduti della strage di Viso.[2]
- Case di Viso, situata nella Valle di Viso: case adibite in passato a stalle e fienili per le varie raccolte ora baite caratteristiche di montagna degli abitanti di pezzo
- pirli, baite situate sopra la strada che da Pezzo porta alla Valle di Viso.
- Il centro storico, i suoi suggestivi vicoli detti "Vaui", le poche fontane rimaste con la tipica conformazione da abbeveratoio dette in gergo "I Büi".

Le cappellette dedicate a Santi diversi per qualche grazia ricevuta, dette "I Santèi", che si trovano nelle dirette vicinanze dell'abitato.
Dalle zone circostanti al paese vi sono diversi percorsi storico-naturalistici nel Parco Nazionale dello Stelvio, di seguito:
- Alta via Camuna che circonda l'abitato di Pezzo, in diversi scorci del sentiero;
- Sentiero n° 62 Pezzo - Case di Pirli - Lago di Viso;
- Sentiero n° 59 Da Case di Viso a Punta Ercavallo;
- Sentiero n° 53 Da Pezzo ai laghi d'Ercavallo passando dal Passo delle Graole;
- Sentiero n° 58 Da Pezzo al Bivacco Linge;

## Società

### Tradizioni e folclore
Gli scütüm sono nei dialetti camuni dei soprannomi o nomiglioli, a volte personali, altre indicanti tratti caratteristici di una comunità. Quello che contraddistingue gli abitanti di Pezzo è Mèzi Cràpi, Bènui.
Alcuni scütüm riferibili a casati familiari, in alcuni casi ancora utilizzati sono:
-I Mési (pron. con la "s" di rosa);
-I Màsi (pron. con la "s" di sole), da cui il nomignolo riservato al piccolo di casa: 'l Masülina!;
-I Mundì;
-I Trüei, al singolare Trüel;
-I Gazécch;
-I Pìc;
-I Rundinei;
-I Giuache;

### Manifestazioni
- Palio delle contrade: nel mese di agosto si svolgono tornei di briscola, calcio e corse
- Madonna della Neve: oltre al patrono Santa Lucia, il 5 agosto si festeggia la Madonna della Neve